# Kobiałka (Stare Krasnodęby)
Kobiałka – część wsi Stare Krasnodęby w Polsce położona w województwie łódzkim, w powiecie zgierskim, w gminie Aleksandrów Łódzki.
W latach 1975–1998 część administracyjnie należała do ówczesnego województwa łódzkiego.